# Heriberto Méndez
Heriberto Méndez Garza (Torreón, Coahuila de Zaragoza, 25 de enero de 1982), conocido como Heriberto Méndez, es un actor mexicano.
Actor Mexicano / Español, estudio en el CEFAC, posteriormente emprendería su carrera actoral en Teatro y Televisión. Participando en diferentes montajes teatrales y series de televisión. Actor caracterizado por un amplio rango de interpretación. 

## Filmografía

### Televisión
- La usurpadora (2019) - "Santiago Riveroll"
- Las malcriadas (2017-2018) - "Pablo"
- Señora Acero 3, La Coyote (2016) - "Orlando Jiménez Ávila"
- Capadocia (2012) - "Camilo"
- Rosa diamante (2012) - "Sergio Escobar"
- Infames (2012) - "Luis Navarrete"
- Drenaje profundo (2010)
- Vuélveme a querer (2009) - "Santiago Muñiz"
- Tengo todo excepto a ti (2008) - "Agustín García Bullrich"
- Se busca un hombre (2007) - "Orlando"
- Los Sánchez (2007)
- Cambio de vida (2007)
- La heredera (2004)

### Cortometrajes
- Papalotes rosas (2013)
- Doble sangre (2010) - "Guillermo"
- El sastre (2010)

### Teatro
- La última cena
- Stultifera Métis
- Sueño de una noche de verano (1999)
- Mandala
- Don Juan Tenorio